# Reakce vyvíjející vodík
Reakce vyvíjející vodík je chemická reakce, při které vzniká vodík (H2). Přeměna protonů na H2 vyžaduje redukční činidlo a zpravidla také katalyzátor; v přírodě jím je některý z enzymů patřících mezi hydrogenázy, v průmyslových elektrolyzérech jde obvykle o platinu. Tyto reakce jsou vhodné k získávání vodíku, jako čistě hořícího paliva; může ale jít i o nežádoucí vedlejší reakce v jiných redukcích, jako jsou fixace dusíku a elektrochemická redukce oxidu uhličitého.